# Akpınar (district)
Akpınar is een Turks district in de provincie Kırşehir en telt 10.755 inwoners (2007). Het district heeft een oppervlakte van 527,2 km². Hoofdplaats is Akpınar.
De bevolkingsontwikkeling van het district is weergegeven in onderstaande tabel.
| 1997   | 2000   | 2007   |
| ------ | ------ | ------ |
| 15.512 | 13.349 | 10.755 |